# Картуш
Картуш или картуша је усправни овал са равном линијом на дну, који је у хијероглифском писму Старог Египта означавао фараоново име. Овакво означавање почело је да се користи почетком Четврте династије, у време фараона Снефруа. Понекад се картуш исписује хоризонтално, и тада је вертикална линија постављена са леве стране. У Старом Египту су картуше називали шену. У епохи демотског писма, картуши су представљани паром заграда и вертикалном цртом. 
Од 5 краљевских имена, у картушима су писани преномен (тронско име) и номен (име дато на рођењу).
У прво време картуши су приказивали само имена фараона. Овал око имена је био симболична заштита од злих духова у животу и после смрти. Касније је картуш постао симбол среће и заштите од зла. Стари Египћани су веровали да они чије је име записано не нестају после смрти. Ову функцију су имали картуши на погребним сандуцима или саркофазима.